# 托马斯·皮克林
托马斯·皮克林（英語：Thomas R. Pickering，1931年11月5日—），波音公司高级副总裁，前任美国国务次卿。

## 生平
皮克林1931年出生于美国新泽西州的奥兰治，在缅因州布伦瑞克的鲍登学院获学士学位，在塔夫茨大学弗莱彻法律及外交学院获得硕士学位。1956年到1959年皮克林在美国海军服役，后在国务院情报及研究局、武器控制及裁军署工作。1962年到1964年，皮克林在日内瓦18国裁军大会期间任美国代表的政治顾问。1989年到1992年，皮克林担任美国驻联合国大使及代表。后在负责向前苏联的加盟共和国提供小额贷款的欧亚基金会担任总裁。1997年，皮克林担任美国国务次卿，负责政治事务。皮克林退休后，2001年1月被任命为波音公司高级副总裁，负责国际关系。
皮克林担任过的其它重要职务还包括：美国驻俄罗斯、印度、以色列、萨尔瓦多、尼日利亚和约旦王国的大使、美国国务院秘书长、前国务卿威廉姆·罗杰斯及基辛格的特别助理。皮克林曾在1983年和1986年两次获得总统杰出奖，1996年获得国务院杰出服务奖，还拥有12所大学授予的荣誉学位。皮克林能讲多国语言，包括英语、法语、西班牙语、斯瓦希里语、阿拉伯语和希伯来语。and later served in the Naval Reserve where he reached the rank of Lieutenant Commander.